# St. Bartholomäus (Wesselburen)

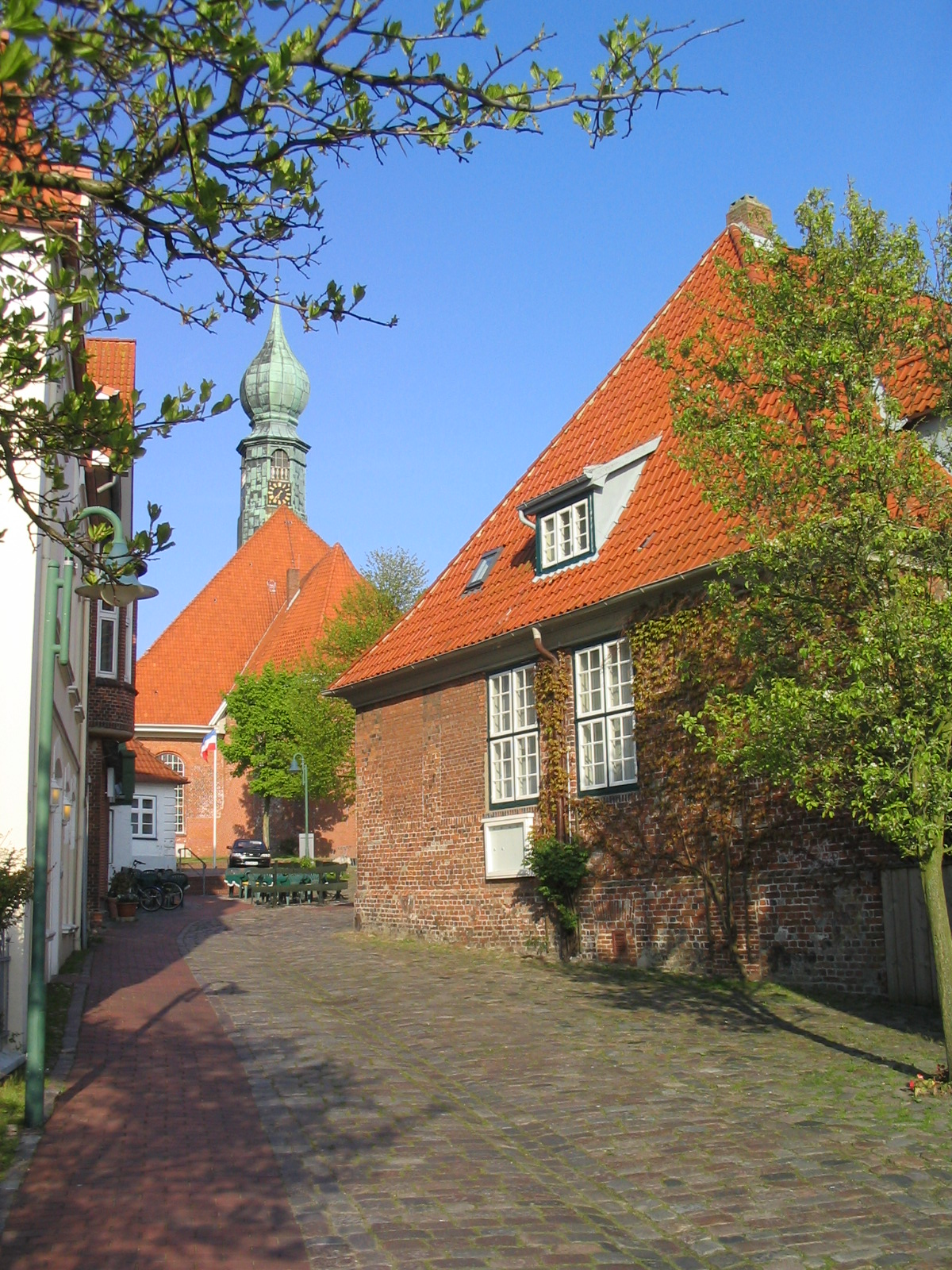
St. Bartholomäus auf einer Wurt

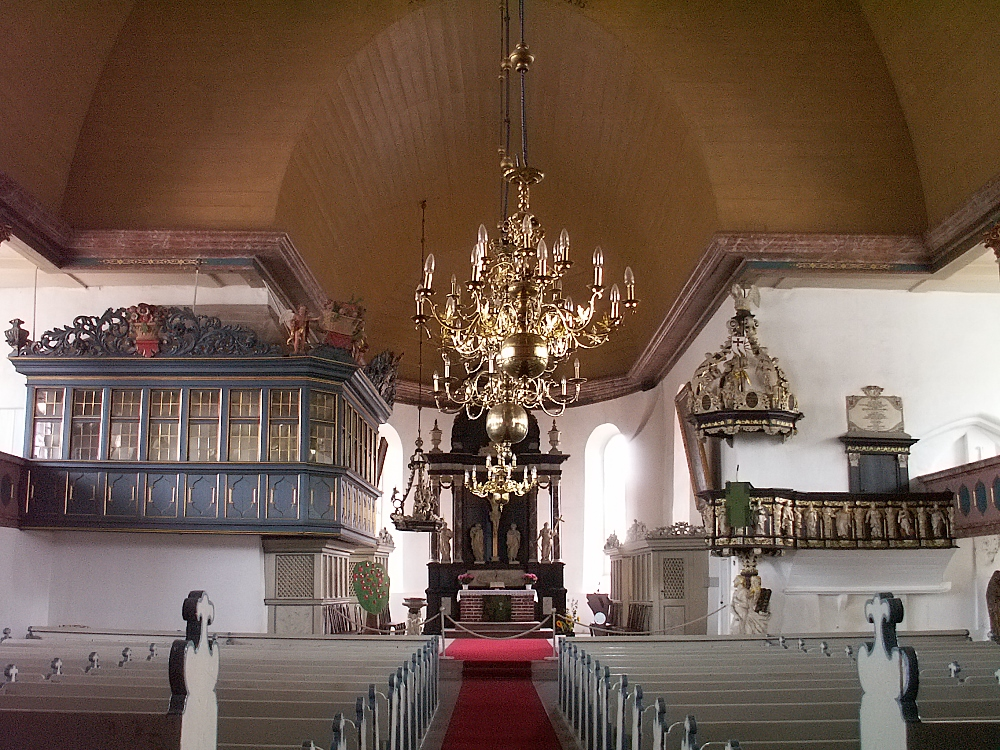
St. Bartholomäus, Innenraum. Links oben die blaue Fürstenloge, die nur einmal zur Kircheinweihung von einem Holsteiner Herzog benutzt wurde

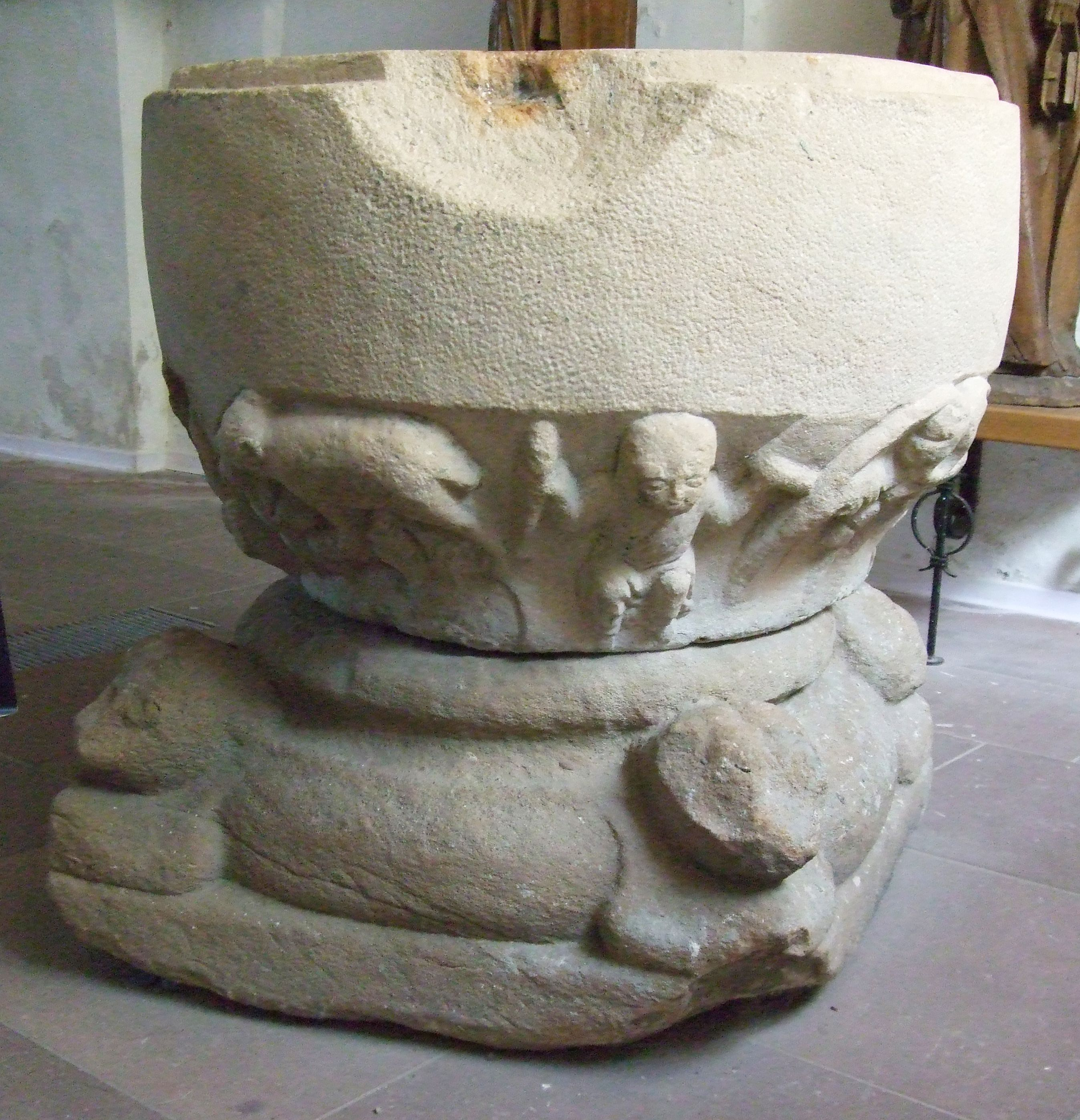
Steintaufbecken in der Kirche St. Bartholomäus

Die Kirche St. Bartholomäus liegt an der höchsten Stelle von Wesselburen auf einer Wurt, ihr charakteristischer Zwiebelturm ist noch aus vielen Kilometern Entfernung zu sehen. Sie gehört zur Evangelisch-Lutherischen Kirchengemeinde Wesselburen im Kirchenkreis Dithmarschen der Evangelisch-Lutherischen Kirche in Norddeutschland.

## Geschichte
Das Kirchspiel Wesselburen entstand wohl schon im 12. Jahrhundert als Auspfarrung aus dem Weddingstedter Kirchspiel. Wie die Weddingstedter St.-Andreas-Kirche enthielt die dem Apostel Bartholomäus geweihte Kirche einen Rundturm. Das Turm verarbeitete Tuffgestein aus der Eifel lässt auf eine Bauzeit vor 1200 schließen, denn im 13. Jahrhundert wurde Tuff in der Region durch Backstein abgelöst. Es besteht damit die Wahrscheinlichkeit, dass das junge Kirchspiel Wesselburen bereits vor der Mutterkirche in Weddingstedt einen solchen Turm hatte. Zudem ist die Wesselburener Kirche die einzige in Dithmarschen mit einer Apsis aus durch Spaltung geglätteten Feldsteinen. Dafür waren damals seltene und teure Metallwerkzeuge nötig. Außer an der Dithmarscher Hauptkirche, dem Meldorfer Dom, findet sich sonst kein Beweis für die Anwendung der Technik in der Region.
1736 brannte die Kirche aus; einzig die romanisch-gotischen Außenmauern und der Sakristeianbau blieben bestehen. Der auch für Norderdithmarschen zuständige Landesfürst Herzog Carl Friedrich von Holstein-Gottorf wählte aus drei vorgelegten Entwürfen den des aus Vaihingen an der Enz gebürtige Johann Georg Schott (1690–1753) aus und unterstützte den Wiederaufbau der abgebrannten Kirche ideell und mit einer großen Geldsumme.
Der „großfürstliche Landesbaumeister“ Schott gestaltete die Kirche 1737/1738 komplett um. Es ist eine in ihrer Art in der Region einzigartige Barockkirche. Schott integrierte den vorher allein stehenden Rundturm, den er in Backsteinen einfassen ließ, und den Chor unter ein großes, an einen Haubarg erinnerndes Dach. In der Mitte des Dachs befindet sich ein relativ großer Dachreiter mit einer an süddeutsche Kirchen erinnernden Zwiebelspitze, wie ihn ähnlich bereits 1711 die St.-Jürgen-Kirche in Heide erhalten hatte. Diese Zwiebelspitze ist in dieser Art einzig in Schleswig-Holstein. In der Vergangenheit wurde vielfach die Meinung vertreten, mit dieser Form sollte ein Dank an das russische Zarenhaus ausgedrückt werden, da Herzog Carl Friedrich mit der Zarentochter Anna Petrowna verheiratet gewesen war; der gemeinsame Sohn Carl Peter Ulrich zog 1742 nach Sankt Petersburg und wurde 1762 Zar Peter III. In neuerer Zeit hat sich aber die Ansicht durchgesetzt, dass der Baumeister sich am Vorbild süddeutscher Zwiebeltürme orientiert habe. Ein Einschnitt über der Westseite des Chores ist im Stil dem Heck eines barocken Prachtschiffes abgeschaut.

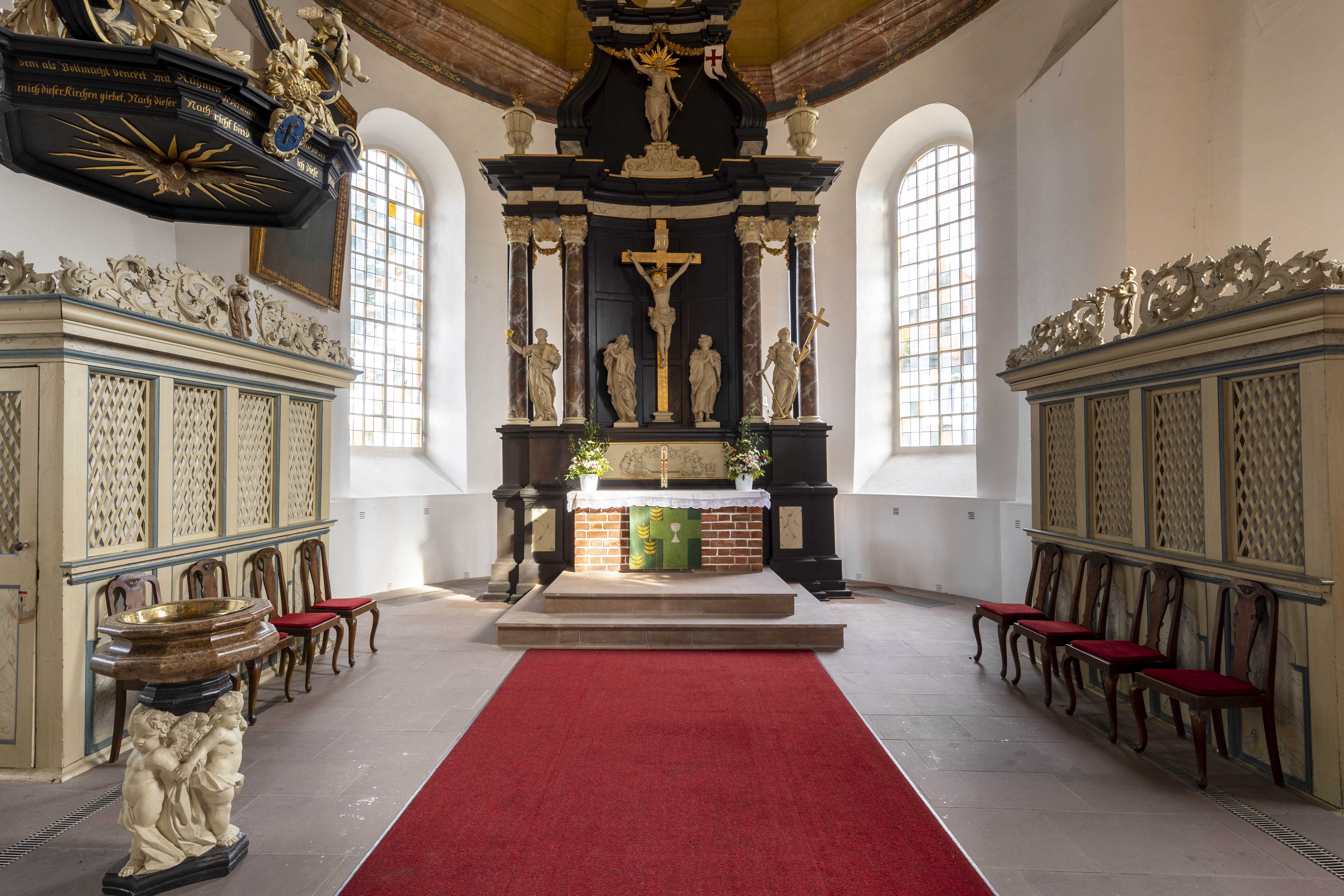
Altar mit Taufbecken

## Ausstattung
Da mit dem Brand mit Ausnahme des steinernen Taufbeckens und zweier gotischer Figuren, die Maria und Johannes darstellen, die alte Kirchenausstattung verlorenging, wurden die meisten übrigen Einrichtungsgegenstände für den Neubau im Barockstil geschaffen.

### Taufbecken
Besonders bemerkenswert ist das Sandsteintaufbecken der Kirche. Es steht abseits des Chores und dient keinem liturgischem Zweck mehr. Der Taufstein stammt wahrscheinlich aus dem zweiten Viertel des 13. Jahrhunderts und ist damit jünger als die Kirche, aber nach dem aus dem 11. Jahrhundert stammenden Windberger Kruzifix das älteste Kunstwerk in Dithmarschen. Wahrscheinlich wurde sie in Westfalen gefertigt, wohin es über die Hansestädte zahlreiche Verbindungen gab. Die Reliefs an der Hauptseite wurden im Laufe der Geschichte abgeschlagen. In der Schräge hat sich eine die Darstellung der Paradiesströme erhalten, wie man sie auch bei einigen anderen Taufsteinen findet. Die Personifizierung der Paradiesströme ist mit dieser Tauffünte in Schleswig-Holstein allerdings einzigartig. Die Paradiesströme werden als vier Männer mit entblößten Oberkörpern dargestellt, die sowohl Fisch als auch Schrift in die Höhe halten. Sie sind damit sowohl als Wasserwesen (Fisch) wie als Künder des Evangeliums (Schriftrolle) erkennbar. Die vier Paradiesströme symbolisierten in der damaligen Vorstellung ebenso die vier Evangelien wie sie auf antike Vorstellungen zurückgriffen, dass die vier Ströme Wasser und Leben spenden.
Aus dem Jahr 1738 stammt der barocke Taufständer als Stiftung von Wiebke Bojens. An einem hölzernen Fuß in dunkelbrauner Fassung umfassen drei weiße Putti einen Schaft, der mit einer hölzernen Platte abgeschlossen wird, den diese Putti mit ihren Köpfen tragen. Auf dieser Abdeckplatte befindet sich eine zwölfeckige Taufschale aus rotem Gipsstein, der in Nordhausen abgebaut wurde, aus der vom Brand zerstörten Kirche. Zu diesem Teil einer ehemaligen Taufanlage, die 1728 von Wiebke Bojens` Ehemann Paul Bojens gestiftet wurde, gehörte auch ein Fuß aus schwarzem Kalkstein. Ein barocker Volutendeckel ist mit Kartuschen, Jahreszahlen und Wappen verziert. An den drei Volutenbögen sind weiße Putti mit Attributen der Tugenden eingearbeitet. In dieser Bekrönung ist als Figur Johannes der Täufer mit einem goldenen Strahlenkranz der Mittelpunkt.

### Altar
Der Altar ist eine Kopie des 1942 beschädigten und 1959 abgebauten Fredenhagen-Altars der Lübecker Marienkirche. Sie wurde vom lokalen Handwerker Johann Anton Burmeister gestaltet, der einen ähnlichen, etwas kleineren Altar auch für die St.-Secundus-Kirche in Hennstedt herstellte. In dem von Säulen flankierten Mittelfeld befindet sich der Gekreuzigte mit den Figuren der Maria und Johannes. Zwischen den Säulen stehen Tugendfiguren in gleicher Größe. Im Altaraufbau steht Jesus mit der Siegesfahne. Im gesprengten Volutengiebel zeigt sich ein Engel mit einer Posaune. Alle Figuren, Vasen und Reliefs sind in einer weißen Fassung gehalten. 

### Kanzel
Die Kanzel, ein Werk desselben Handwerkers, stellt insofern eine Seltenheit dar, als der Kanzelkorb gleich von zwei Trägerfiguren getragen wird, Moses mit den Gesetzestafeln als Repräsentant des Alten Bundes und Johannes der Täufer, der mit dem Lamm Gottes auf den Neuen Bund hinweist. Die Kanzel gehört zum Typ der Emporenkanzel mit einem langen Zugang, einer Tür und einem Schalldeckel. Im Stil der "Langenhorner Schule" zeigt sich ein prachtvoller Anblick auf die vorwiegend in schwarz, gold und weiß gehaltene Fassung. In den von Akanthus-Flechtwerk gerahmten Brüstungsfeldern stehen die Figuren der Evangelisten, der großen Propheten und Jesus Christus. Der Schalldeckel ist der Konstruktion des Taufdeckels ähnlich, trägt jedoch unter dem krönenden Pelikan die Figur Christus als Auferstandener mit der Siegesfahne.

### Holzfiguren
Abseits neben dem alten Taufbecken stehen an der Wand zwei spätgotische geschnitzte Holzfiguren. Sie stellen Maria und Johannes, den Lieblingsjünger Jesus, dar und gehörten vermutlich zusammen mit einem nicht erhaltenen Triumphkreuz zu einer im Chorbogen platzierten Kreuzigungsgruppe. Diese beiden Figuren überstanden den Brand von 1736, denn sie waren bei einem Umbau des Chores im Jahre 1724 auf dem Boden des Pastorates zwischengelagert worden. Die von einem Brüggemann nahestehenden Meister geschnitzten Figuren wurden dann in die neu aufgebaute Kirche integriert.

### Orgel

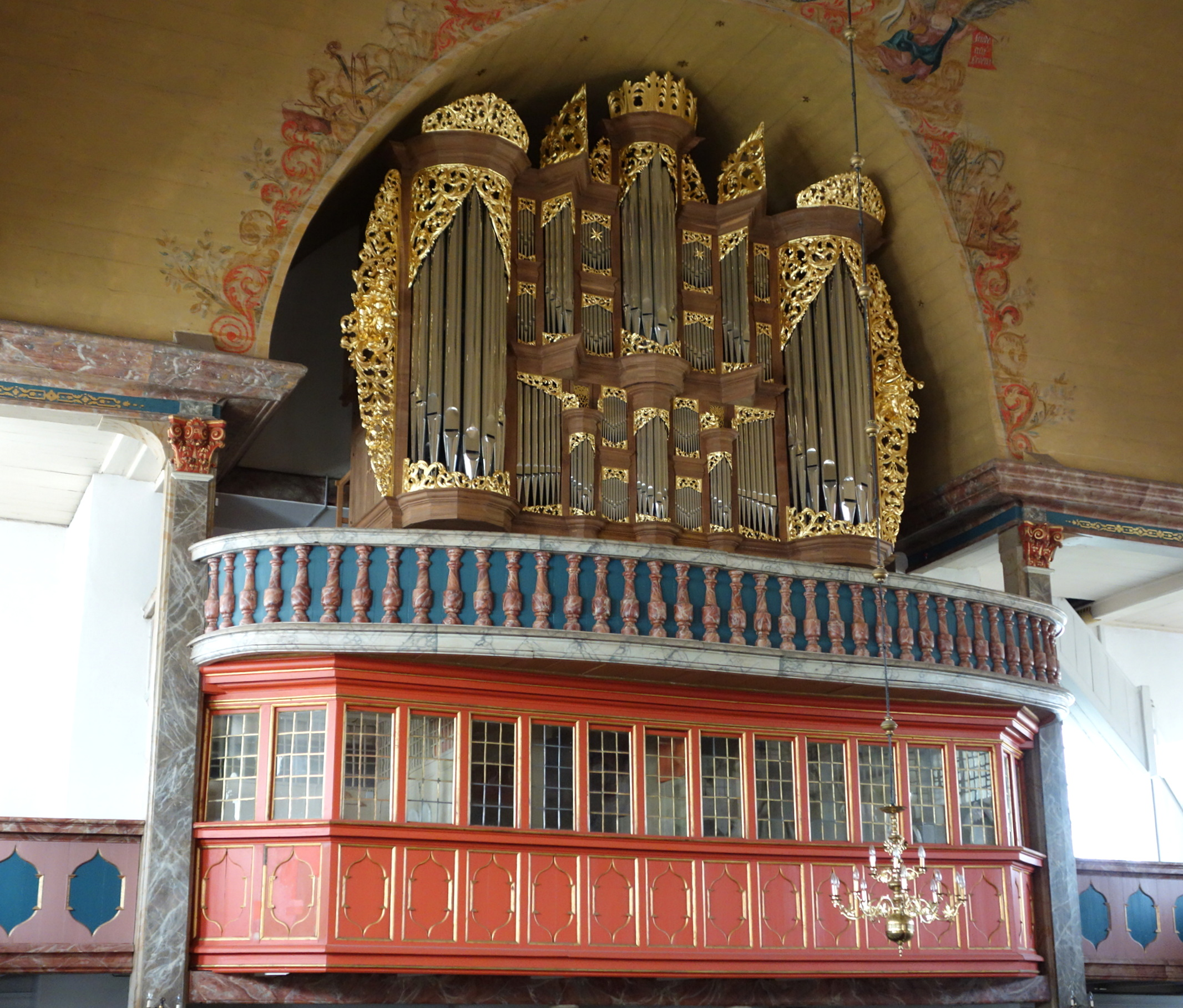
Blick auf die Orgel

Den Orgelprospekt mit Akanthusschnitzerei schuf 1740/1741 der Glückstädter Orgelbauer Johann Hinrich Klapmeyer, ein Schüler von Arp Schnitger. Die ursprüngliche Orgel war 1968 durch ein neues Instrument ersetzt worden und wurde in jahrelanger Arbeit von Orgelbauer Rowan West bis 2011 rekonstruiert. Die Orgel steht einen halben Ton über normal auf 465 Hertz. Die Stimmung ist wohltemperierte, nach Bach/Barnes.
| I Hauptwerk C,D–f3 |                  |     |
| 01.                | Quinthadena      | 16′ |
| 02.                | Principal        | 08′ |
| 03.                | Gedact           | 08′ |
| 04.                | Octav            | 04′ |
| 05.                | Rohrflöt         | 04′ |
| 06.                | Quint            | 03′ |
| 07.                | Superoctav       | 02′ |
| 08.                | Rauschpfeiff III |     |
| 09.                | Mixtur IV-VI     |     |
| 10.                | Cimbel IV        |     |
| 11.                | Trommet          | 08′ |
| 12.                | Vox humana       | 08′ |

| II Brustwerk C,D–33 |                |       |
| 13.                 | Quinthadena    | 8′    |
| 14.                 | Gedact         | 8′    |
| 15.                 | Principal      | 4′    |
| 16.                 | Gedact         | 4′    |
| 17.                 | Octav          | 2′    |
| 18.                 | Waldflöt       | 2′    |
| 19.                 | Zipfflöt       | 1 ⁄2′ |
| 20.                 | Sexquialter II |       |
| 21.                 | Scharff III-IV |       |
| 22.                 | Dulcian        | 8′    |

| Pedalwerk C,D–f1 |                 |     |
| 23.              | Principal       | 16′ |
| 24.              | Untersatz       | 16′ |
| 25.              | Octav           | 08′ |
| 26.              | Octav           | 04′ |
| 27.              | Rauschpfeiff II |     |
| 28.              | Mixtur IV-VI    |     |
| 29.              | Posaun          | 16′ |
| 30.              | Trommet         | 08′ |
| 31.              | Trommet         | 04′ |
| 32.              | Cornett         | 02′ |

- Koppeln: II/I, I/P
- Effektregister: zwei Tremulanten über das ganze Werk, Cimbelstern

### Emporen, Logen
An den Wänden des Kirchenschiffs ziehen sich zwei Emporen entlang, in die zwei große herrschaftliche Logen integriert sind: Der Rote Stuhl unter der Orgel, in denen sich reiche Bürger Plätze kauften, um so den Neubau mitzufinanzieren, und die blaue herzogliche Loge gegenüber der Kanzel, aus der aus Herzog Carl Friedrich der Einweihung beiwohnte. Die Bänke sind traditionell in Ostrichtung aufgestellt und auf Altar und Kanzel orientiert.

## Glocken
Im Dachstuhl oberhalb des mittelalterlichen Turmstumpfes befindet sich ein dreistimmiges Eisenhartgussgeläut. Gegossen wurden die Glocken 1921 von der Glockengießerei Ulrich & Weule in Bockenem. Die Schlagtöne lauten d′, e′ und f′. Durch eben diese besondere Disposition ist das Geläut in der hiesigen Region einzigartig. Außergewöhnlich ist auch der verhältnismäßig gute Erhaltungszustand der Eisenhartgussglocken, was bei den vorherrschenden klimatischen Bedingungen nicht selbstverständlich ist. Aus der Gusszeit stammen noch die Joche, sodass hier ein einheitliches technisches Ensemble anzutreffen ist. Dadurch beansprucht das Geläut Denkmalwert. Im Zwiebelturm über dem Kirchengebäude befindet sich noch eine im Jahr 1738 von Johann Andreas Bieber und Nicolaus Müller aus Hamburg gegossene Uhrschlagglocke.